# HSBC
HSBC Holdings plc – jeden z największych holdingów finansowych na świecie z siedzibą w Londynie i 9500 oddziałami w 86 krajach.

## Wstęp
Holding został założony w 1865 r. pod nazwą Hongkong and Shanghai Banking Corporation jako brytyjski bank w Chinach. W 1991 bank przeniósł swoją siedzibę do Londynu.
HSBC przesunęło się o dwa miejsca w rankingu i znalazło się na pierwszym miejscu listy Forbes Global 2000. Ranking, prezentowany od 2004 roku, jest zestawieniem największych i najprężniejszych spółek giełdowych na świecie. Forbes  oparł zestawienie o wyniki sprzedaży, zyski, wartość aktywów i wartość rynkową spółek w 2007 roku, co daje obiektywną ocenę wielkości poszczególnych firm.
HSBC został również zakwalifikowany do grupy pięciu liderów wśród banków, które wykazują się ponadprzeciętnym tempem wzrostu. W ciągu ostatnich pięciu lat średni roczny wzrost przychodów HSBC wzrósł o 26 procent i wzrost dochodów netto o 31 proc.
W lipcu 2012 bank został oskarżony o „umożliwienie meksykańskim kartelom prania brudnych pieniędzy, oferowanie usług bankowych instytucjom wspierającym Al-Ka’idę oraz omijanie embarga nałożonego na Iran – takie zarzuty postawili HSBC, największemu europejskiemu bankowi, amerykańscy senatorzy”.
W listopadzie 2014 roku bank został oskarżony przez władze Belgii o to że „świadomie promował oszustwa podatkowe dokonywane przez spółki offshore”. Prokurator prowadzący sprawę oskarżył HSBC o „oszustwa, pranie brudnych pieniędzy, działania kryminalne i niezgodne z prawem wykonywanie zawodu pośrednika finansowego”. W sierpniu 2019 roku brukselska prokuratura poinformowała, że filia HSBC w Szwajcarii w ramach ugody związanej z prowadzonym śledztwem zgodziła się zapłacić karę w wysokości 294,4 mln euro. 
W latach 2004–2019 był właścicielem HSBC Bank Polska. 

## Grupy klientów
- Finanse osobiste

HSBC dostarcza 100 milionom klientów pełny zakres usług finansowych: konta osobiste, karty kredytowe, kredyty, ubezpieczenia, inwestycje i inne.
- Bankowość komercyjna

W skład tej grupy wchodzi 2,5 miliona małych i średnich przedsiębiorstw. HSBC dostarcza im pełny zakres usług potrzebnych do prowadzenia działalności.
- Bankowość inwestycyjna i korporacyjna

Dla tej grupy klientów HSBC dostarcza usługi finansowe typu tailor made (dopasowane do potrzeb danego klienta). Są to kompleksowe rozwiązania z obszaru zarządzania kapitałem, doradztwa inwestycyjnego, emisji papierów wartościowych, gwarantowania emisji, przeprowadzania fuzji.

## Najważniejsze spółki córki
- The Hongkong and Shanghai Banking Corporation Limited
- Hang Seng Bank Limited
- HSBC Bank plc
- CCF S.A.
- Household International, Inc.
- HSBC Bank USA
- HSBC Bank Brasil S.A.- Banco Múltiplo
- HSBC Private Banking Holdings (Suisse) S.A.
- Grupo Financiero HSBC, S.A. de C.V.
- HSBC Guyerzeller Bank AG
- HSBC Trinkaus & Burkhardt KGaA